# Valle del Oise
Valle del Oise (95; en francés: Val-d'Oise) es un departamento francés situado en la región de Isla de Francia. Debe su nombre al río Oise. Su capital (o prefectura) es Pontoise. Su gentilicio francés es Val-d'Oisiens.

## Geografía
De forma alargada en dirección este-oeste, limita al norte con Oise, al este con Sena y Marne, al sur con Sena-Saint Denis, Altos del Sena e Yvelines, y al oeste con Eure

## Demografía
| 1801    | 1831    | 1841    | 1851    | 1856    | 1861      | 1866      |
| ------- | ------- | ------- | ------- | ------- | --------- | --------- |
| --      | --      | --      | --      | --      | --        | --        |
| 1872    | 1876    | 1881    | 1886    | 1891    | 1896      | 1901      |
| --      | 129.655 | 134.859 | 143.029 | 143.387 | 154.118   | 164.962   |
| 1906    | 1911    | 1921    | 1926    | 1931    | 1936      | 1946      |
| 178.444 | 196.599 | 227.220 | 283.256 | 353.374 | 350.487   | 344.744   |
| 1954    | 1962    | 1968    | 1975    | 1982    | 1990      | 1999      |
| 412.658 | 548.429 | 693.269 | 840.885 | 920.598 | 1.049.598 | 1.105.464 |

Notas a la tabla:
- Las cifras anteriores a 1968 corresponden a la población dentro de los límites del departamento actual. Están tomadas de SPLAF.

Las principales ciudades del departamento son (datos de 2007):
- Argenteuil: 102.572 habitantes.
- Sarcelles: 59.594 habitantes.
- Cergy: 57.600 habitantes.
- Garges-lès-Gonesse: 39.098 habitantes.
- Franconville: 32.932 habitantes.
- Goussainville: 30.310 habitantes.
- Pontoise: 29.148 habitantes.
- Bezons: 27.892 habitantes.
- Ermont: 27.670 habitantes.
- Villiers-le-Bel: 27.091 habitantes.
- Gonesse: 26.262 habitantes.
- Taverny: 26.228 habitantes.
- Herblay: 26.137 habitantes.
- Sannois: 25.975 habitantes.
- Eaubonne: 23.541 habitantes.

Todo el departamento forma parte del área urbana (lo que el INSEE describe como aire urbaine) de París.
921.756 habitantes del departamento están dentro de la aglomeración (lo que el INSEE describe como agglomération) de París.

## Historia
El departamento de Valle del Oise fue creado el 1 de enero de 1968, en aplicación de la ley del 10 de julio de 1964, a partir de la parte norte del antiguo departamento de Sena y Oise.